# Say I Love You (lied)
Say I Love You is een lied van Eddy Grant; hij schreef het voor zijn album Walking on Sunshine uit 1979. Vier jaar later werd het opnieuw uitgebracht, maar dan als B-kant.

## Covers
- De Surinaamse zanger/percussionist Ewald Krolis nam het in 1979 op als afsluiter van zijn debuutalbum.
- In 1981 werd het nummer als A-kant uitgebracht door de groep Maboo. In Nederland op label Dureco, in Duitsland op label Polydor.
- De Australische zangeres Renee Geyer scoorde er in 1982 in eigen land een top 5-hit mee.
- Datzelfde jaar verscheen ook de versie van de Indiase zanger Lenny Zakatek.